# Loch Dubh Gorm Levat
Loch Dubh Gorm Levat, schottisch-gälisch: Loch Dubh Gormailleabhat, ist ein Süßwassersee auf der schottischen Hebrideninsel Lewis and Harris beziehungsweise in der traditionellen Grafschaft Ross-shire.

## Beschreibung
Der See liegt im Norden von Lewis, dem Nordteil der Doppelinsel Lewis and Harris, auf einer Höhe von 96 Metern über dem Meeresspiegel. In einer äußerst dünn besiedelten Region gelegen, sind die Ufer von Loch Dubh Gorm Levat unbesiedelt. Die nächstgelegene Siedlung ist der sechs Kilometer nördlich gelegene Weiler Barvas. Die Inselhauptstadt Stornoway befindet sich zwölf Kilometer südöstlich. Loch Dubh Gorm Levat ist nicht durch Straßen erschlossen. Etwa drei Kilometer östlich verläuft die A857, die bei Barvas in der A859 aufgeht.
Der Loch Dubh Gorm Levat weist eine maximale Länge von 0,67 Kilometern bei einer maximalen Breite von 0,25 Kilometern auf, woraus sich eine Seefläche von zehn Hektar und ein Umfang von zwei Kilometern ergeben. Die mittlere Tiefe des Loch Dubh Gorm Levat beträgt 5,2 Meter, woraus ein Volumen von 534.390 Kubikmetern resultiert. Sein Einzugsgebiet umfasst 52 Hektar und besteht zu etwa 78,7 % aus Moorland, während Grundwasser 21,3 % des Zuflusses ausmacht. Das Einzugsgebiet erstreckt sich im Wesentlichen nach Südwesten. Der See verfügt über keine benannten Zuflüsse. Vom Nordufer fließt der Allt Gorm Levat, der über den Loch Aoraidh und den Allt Chuil Bheaga in den Abhainn Bharabhais abfließt, der an der Nordwestküste Lewis’ in den Atlantik entwässert.